# Felix Katongo
Felix Katongo (* 18. April 1984 in Mufulira) ist ein sambischer Fußballspieler, der als Mittelfeldspieler aktiv ist. Sein älterer Bruder Chris Katongo ist ebenfalls Profifußballer.

## Vereinskarriere
Katongo begann seine Fußballerkarriere bei drei Klubs in seinem Heimatland Sambia. 2005 wechselte er nach Südafrika in die Premier Soccer League zu Jomo Cosmos. Dort spielte zu diesem Zeitpunkt auch sein Bruder Chris, mit dem er zuvor bereits zwischen 2002 und 2004 bei den Green Buffaloes tätig war. Doch während sein Bruder sich bei Jomo Cosmos durchsetzen konnte, wurde Felix nach einer Saison zurück nach Sambia zu seinem vorherigen Klub Green Buffaloes verliehen.
2007 verließ er erneut die sambische Liga und wechselte zu Petro Atlético nach Angola. Dort spielte er als hängende Spitze hinter Manucho, bevor er am 31. Januar 2008 nach starken Leistungen beim Afrika-Cup 2008 kurz vor Ende der Transferperiode zum französischen Ligue-1-Klub Stade Rennes wechselte. Dort konnte er sich allerdings nicht durchsetzen und wechselte nach einer erfolglosen Leihzeit beim Zweitligisten LB Châteauroux im Sommer 2009 zum südafrikanischen Erstligisten Mamelodi Sundowns.
Am 6. August 2010 wurde bekannt, dass Katongo, der vorher bei den Sundowns entlassen wurde, zum libyschen Erstligisten Al Ittihad wechselt.

## Nationalmannschaftskarriere
Felix Katongo gewann 2003 mit der sambischen U20-Nationalmannschaft den U-20-COSAFA-Cup. 2005 wurde er von Nationaltrainer Kalusha Bwalya erstmals in die A-Nationalmannschaft Sambias berufen. Dort spielte er zunächst im linken Mittelfeld, konkurrierte um diesen Platz aber bald mit seinem ehemaligen U-20-Teamkameraden Clifford Mulenga.
Beim Vorrundenaus bei der Afrikameisterschaft 2006 kam Katongo in allen drei Partien zum Einsatz. Einige Monate später zeigte er eine starke Leistung beim COSAFA-Cup 2006, insbesondere beim 2:0-Sieg im Finale gegen Angola, weshalb er auch vom angolanischen Klub Petro Atlético für die Saison 2007 verpflichtet.
Während des Afrika-Cups 2008 in Ghana spielte Katongo in allen drei Vorrundenpartien als zentraler Mittelfeldspieler im 4-3-3-System von Trainer Patrick Phiri und zeigte dabei durchweg starke Leistungen. So wurde er sowohl beim 3:0-Sieg über den Sudan als auch bei der 1:5-Niederlage gegen Kamerun zum Mann des Spiels ernannt. Nach einem 1:1 im letzten Gruppenspiel gegen Ägypten schied man allerdings wie schon zwei Jahre zuvor als Vorrundendritter aus dem Turnier aus.
Katongo gehörte auch bei der Fußball-Afrikameisterschaft 2010 dem Kader von Sambia an. Er spielte in allen Partien mit, schied aber mit der Mannschaft im Viertelfinale aus.

## Titel und Erfolge
- Afrika-Cup 2012